# Symphysodon discus
Symphysodon discus (Möjliga svenska trivialnamn är Äkta diskusfisk eller heckeldiskus men de används inte enhetligt) är en ciklid med en kroppsform liknande skalarerna, tillplattad från sidorna, men med kortare fenor som utspärrade ger ett nästan runt intryck, som en diskus som seglar fram i vattnet. Diskusfisken är sedan lång tid en akvariefisk med mycket hög status.
Symphysodon discus härstammar från svartvattenfloder i Amazonas, särskilt Rio Negro, men även Rio Trombetas och Rio Abacaxis, och blir upp till 20 cm i diameter.
Vilda, eller vildfångade diskusfiskar är mycket känsliga för vattenkvalitén (de vill ha mjukt, surt vatten), och nervösa. Detta gäller också de som tillhör de äldre stammarna, men oftast är diskusarna idag odlade sedan generationer i Singapore, och de är lite härdigare och inte lika lättstressade. Det sägs att indianerna i Amazonas kan fånga diskusar genom att med flatsidan av sin paddel medelst ett slag mot vattenytan kan chocka dem så mycket att de för en stund tappar medvetandet, och flyter upp till ytan där de kan insamlas från kanot. Vid lek, och vid flytt till nya akvarier kan man därför med fördel täcka åtminstone tre glasrutor med papper för att skärma av dem.
Födan utgörs av vattenlevande insekter, maskar, kräftdjur och olika växtdelar.
Liksom skalarerna lägger Symphysodon discus sin rom på ett plant vertikalt föremål, helst en svärdsplanta, eller liknande. Föräldrafiskarnas hudslem utgör den första näringen för ynglen.
Andra arter i släktet är Symphysodon aequifasciatus (brun diskusfisk, blå diskusfisk) från östra  Amazonasbäckenet och Symphysodon tarzoo (grön diskusfisk) från västra  Amazonasbäckenet. Beteende och lek som ovan.
Ibland används ett antal underarter för vardera arten men ingen av dessa är vetenskapligt vedertagen.